# Galiciërs

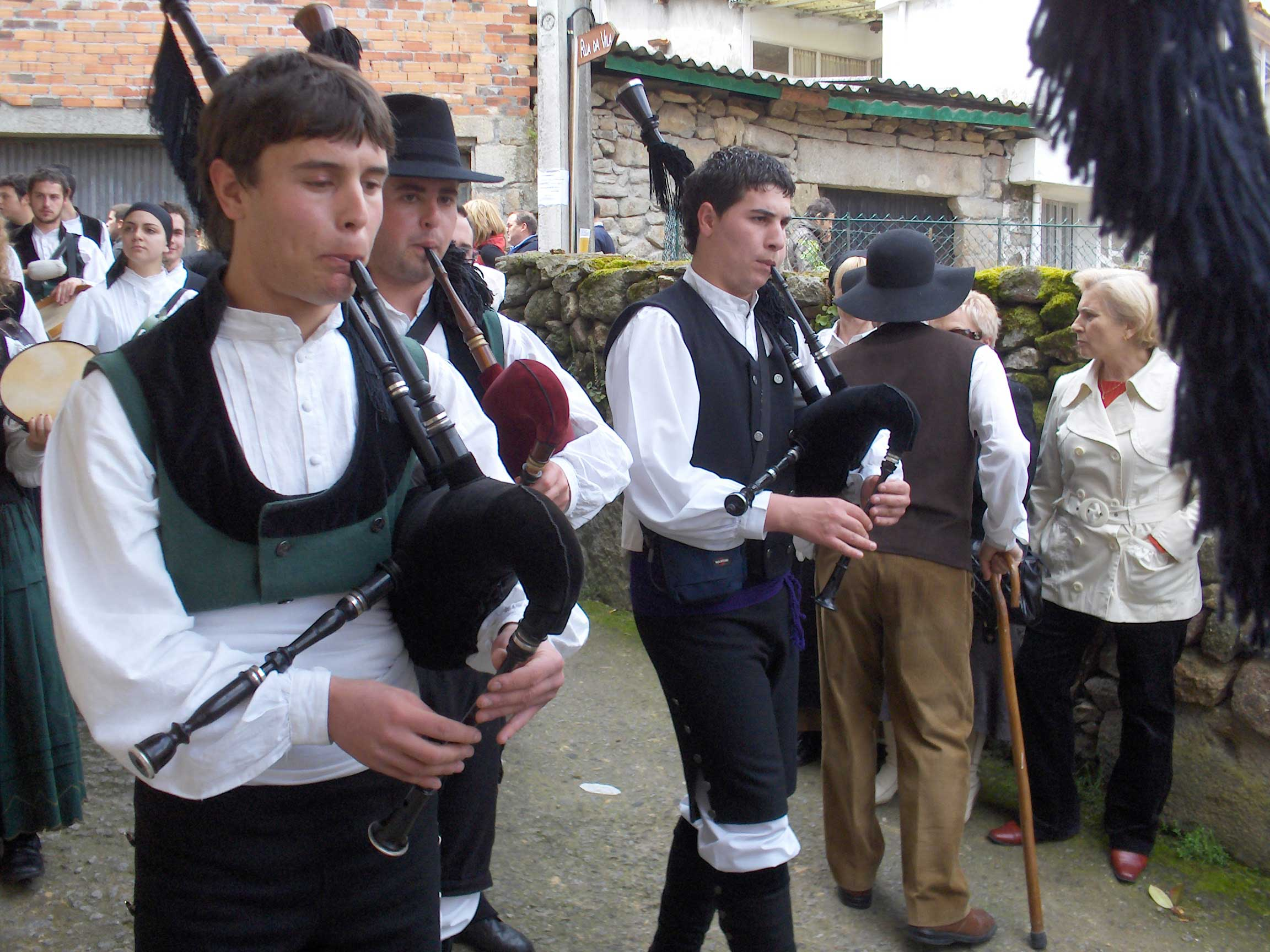

De Galiciërs (Galicisch: Galegos) zijn een volk dat leeft in Galicië, in het noordwesten van Spanje. Ze spreken vooral het Galicisch (wat sterke verwantschap toont met het Portugees, maar ook vaak het Spaans).
Wereldwijd wonen er door immigratie ongeveer 10 miljoen mensen van Galicische afkomst, vooral in de rest van Spanje (in Galicië zelf: 2.7 miljoen), Zuid-Amerika (Argentinië, Venezuela en Brazilië) en in West-Europa (Zwitserland, Frankrijk en Duitsland).
De Galiciërs hebben een sterke eigen identiteit, en hebben een bepaalde mate van zelfbestuur binnen Spanje. Sommigen streven echter naar volledige onafhankelijkheid.